# Yaa Giasi
Yaa Gyasi (Mampong, 1989) é uma escritora ganesa.
Nascida no Gana, mudou-se aos 2 anos de idade para os Estados Unidos, sendo criada em estados sulistas como o Alabama e o Tennessee. Voltou ao seu país já adulta e, depois de conhecer o Castelo da Costa do Cabo de Gana, onde escravos eram mantidos como prisioneiros, decidiu escrever seu primeiro romance, Homegoing, que parte da história de duas irmãs separadas pelo tráfico negreiro e acompanha a sua descendência ao longo de oito gerações.

## Obras
- 2016 - Homegoing (Penguin)

No Brasil: O Caminho de Casa (Rocco, 2017)